# Alexandre Tchernychev
Pour les articles homonymes, voir Tchernychev.
Prince Alexandre Ivanovitch Tchernychev ou Tchernychiov ou Czernichev (en russe : Александр Иванович Чернышёв, translitt. : Aleksandr Ivanovič Černyšëv), né le 10 janvier 1786 à Moscou et mort le 20 juin 1857 à Castellamare di Stabia (Royaume des Deux-Siciles), est un général de cavalerie, diplomate, espion et homme politique russe. Il fut ministre de la Guerre du 26 août 1827 au 26 août 1852, ainsi que président du Conseil d'État et du cabinet des ministres de 1848 à 1856.

## Biographie
Alexandre Ivanovitch Tchernychev est le fils du lieutenant général et sénateur, le comte Ivan Grigorievitch Tchernychev (1726-1797). Rapidement il devint l'un des proches du tsar Alexandre Ier. Sa carrière militaire débuta lors du conflit opposant la Russie aux armées napoléoniennes. Il commanda divers régiments Cosaques (1812-1815). Après la bataille d'Austerlitz (2 décembre 1805), il remplit avec succès sa mission diplomatique en France et en Suède et se distingua sur différents champs de bataille  entre 1812 et 1813. En 1826, il fut titré comte d'Empire et en 1849 Nicolas Ier l'éleva au rang de prince d'Empire. 

### Carrière militaire
Dès l'âge de quinze ans, Alexandre Tchernychev intégra les rangs de l'armée impériale russe. Il entra dans les gardes à cheval de la Garde impériale de Russie. En septembre 1804, il fut promu Lieutenant. Il se distingua à la bataille de Wischau et à la bataille d'Austerlitz et, pour ces actes de bravoure, se vit remettre l’ordre de Saint-Vladimir. Pendant la guerre de la quatrième coalition (1806-1807), de nouveau il démontra son courage lors de la bataille d'Heilsberg (10 juin 1807) et de la bataille de Friedland (14 juin 1807). Il fut décoré de l’ordre de Saint-Georges (quatrième classe) et reçut une épée en or d'honneur pour sa vaillance sur les champs de bataille. En 1809, Alexandre Tchernychev fut élevé au grade de capitaine de cavalerie, en octobre 1809 colonel et, en novembre 1812, il fut promu adjudant-général. 
Durant la campagne de 1812, il opéra souvent en arrière des lignes françaises et réussit par exemple à délivrer le général Ferdinand von Wintzingerode. Le 31 décembre 1812, Tchernychev remporta une victoire sur Eugène de Beauharnais à Marienwerder. Il mena une série de raids de cavalerie pendant la campagne d'hiver en Prusse et Pologne puis la campagne d'Allemagne. En 1813, il fut le premier à se saisir de la ville de Berlin. Pour cet acte, Alexandre Ier de Russie lui remit l’ordre de Sainte-Anne (première classe). En 1813, il engagea le combat à Lunebourg et Cassel et battit l’armée westphalienne; il participa également à la bataille de Hanau (30 octobre et 31 octobre 1813), suivie d'une incursion en Westphalie avec la cavalerie russe. 
Il fit la campagne de France, et en 1814, fit preuve de vaillance lors de l'assaut mené, lors du premier siège contre la ville de Soissons, puis en 1815 lors de la prise de Chalon-sur-Saône. Entre ces deux campagnes militaires, il assista Alexandre Ier de Russie lors du congrès de Vienne. Promu lieutenant général par le tsar en mars 1814, il participa aux négociations des congrès de Vienne, d’Aix-la-Chapelle et de Vérone. 
En 1819, Alexandre Ier de Russie le nomma à la tête d'une commission chargée d'apporter des réformes dans les régiments des Cosaques du Don.

### Carrière diplomatique
En 1808, Alexandre Tchernychev fut désigné par Alexandre Ier de Russie comme émissaire auprès de Napoléon Ier qui débutait sa campagne militaire en Espagne. Il  arriva à Bayonne et réussit à établir un lien entre les deux monarques. Il parvint à gagner la confiance de l'empereur des Français et appartint à la suite impériale de Napoléon Ier qui le décora de la Légion d'honneur sur le champ de bataille de Wagram (5 juillet et 6 juillet 1809).
Comme attaché militaire russe à Paris (1810), Alexandre Tchernychev eut en charge la direction du service de renseignements. Son plus grand succès fut l'obtention des services d'un général français qui lui délivra régulièrement des exemplaires complets concernant les positions de l'armée française, par conséquent les Russes eurent connaissance de la concentration des troupes françaises avant leur entrée en Russie. Il réussit à prendre connaissance des projets d’invasion français avant d’être expulsé de France.
Un autre succès d'Alexandre Tchernychev fut sa médiation entre les envoyés suédois conduits par Karl Otto Mörner (en) (1781-1868) et Jean-Baptiste Bernadotte, élu prince héritier de Suède en août 1810 et qui monta sur le trône de Suède  en 1818 sous le nom de Charles XIV de Suède. La compréhension mutuelle entre Jean-Baptiste Bernadotte et Tchernychev devint un atout lors des négociations concernant la position de la Suède lors de l'invasion de la Russie par les troupes napoléoniennes, mais, à la veille de l'invasion de la Russie par Napoléon Ier, Tchernychev ne put convaincre le prince héritier de Suède de prêter militairement main-forte à la Russie. Les pourparlers aboutirent au traité d'Åbo (30 août 1812) qui confirma la neutralité de la Suède.

### Carrière politique
En 1821, Tchernychev fut nommé commandant d'une division de la garde impériale. Il établit des relations étroites avec le grand-duc Nicolas Pavlovitch de Russie (futur Nicolas Ier de Russie). Le 19 novembre 1825, Tchernychev fut présent lors de la signature de l'acte de décès du défunt tsar Alexandre Ier de Russie.
Lors de l'accession au trône de Russie de Nicolas Ier, Tchernychev fut admis dans le proche entourage du nouveau tsar. En 1825, il fut nommé à la commission chargée d'enquêter sur les agissements des Décembristes lors de la journée du 14 décembre 1825. Il aida à la répression des Décembristes, assurant ainsi le trône de Nicolas Ier ; celui-ci le fit comte en 1826. En 1827, Tchernychev fut élevé au grade de général de cavalerie et admis au Conseil d'État. En 1832, Nicolas Ier de Russie le nomma ministre de la Guerre. En 1848, il présida le Conseil de l’Empire, jusqu’à sa retraite en 1852.
Son expérience personnelle en matière de guérilla lui fournit une aide précieuse lors de la guerre du Caucase (1817-1864).
Alexandre Tchernychev joua un rôle important lors de la réforme militaire réalisée entre 1831 et 1836. Avec l'aide de Mikhaïl Mikhaïlovitch Speranski, il élabora le premier code juridique militaire russe, celui-ci fut achevé en 1838. Cette réforme s'appuya notamment sur la prédominance du ministère de la Guerre sur l'état-major, cet état de chose demeura dans l'armée impériale de Russie jusqu'en 1917. Actuellement, elle est utilisée comme base de la structure des forces armées de la nouvelle Russie.
Lors de l'accession au trône d'Alexandre II de Russie, Tchernychev prit sa retraite.

### Décès
Alexandre Ivanovitch Tchernychev décéda le 20 juin 1857 à Castellamare di Stabia dans le Sud de l'Italie.

## Décorations
- Ordre de Saint-Vladimir
- Ordre de Saint-Georges (quatrième classe)
- Chevalier de la Légion d'honneur
- Ordre de Sainte-Anne (première classe)